# St. James's Park (metrostation)
St. James's Park is een station van de metro van Londen aan de Circle Line en de District Line. Het metrostation, dat in 1868 is geopend, ligt bij het St. James's Park.

## Geschiedenis
Het station werd op 24 december 1868 geopend door de District Railway (DR, nu de District Line), die toen gebruikmaakte van stoomlocomotieven. Destijds liep de lijn tussen South Kensington en Westminster. De eerste aanzet voor de Circle Line kwam eveneens op 24 december 1868 tot stand, doordat de Metropolitan Line bij South Kensington met de District Railway werd verbonden. De bedrijven reden met eigen materieel over de sporen van de andere. Deze gecombineerde dienst werd bekend als Inner Circle. Op 1 februari 1872 opende de DR een verbindingsboog in noordelijke richting vanaf Earl's Court naar de West London Extension Joint Railway (WLEJR, nu de West London Line) met een station bij Addison Road (nu Kensington (Olympia)). Deze boog was het sluitstuk van de Outer Circle-dienst die tussen Broad Street en Mansion House reed via de North London Railway, Willesden Junction, de West London Line en de District Line. Op 1 augustus 1872 begonnen de Hammersmith & City Railway (H&CR) en de DR met de Middle Circle-dienst tussen Moorgate en Mansion House via de H&CR en een aftakking bij Latimer Road naar Addison Road en aan de zuidkant via South Kensington en de sporen van DR. Van een echte cirkel was pas sprake op 6 oktober 1884 toen de sporen tussen Masion House en Tower Hill gereed waren. In 1900 werd de Middle Circle-dienst ingekort om te eindigen bij Earl's Court en op 31 december 1908 werd de Outer Circle-dienst op het DR-deel gestaakt. DR had haar lijnen geëlektrificeerd uit concurrentieoverwegingen en vanaf 1905 stroomde het elektrische materieel in. De Circle Line werd pas in 1949 geformaliseerd met een eigen lijnkleur, geel, op de kaart.

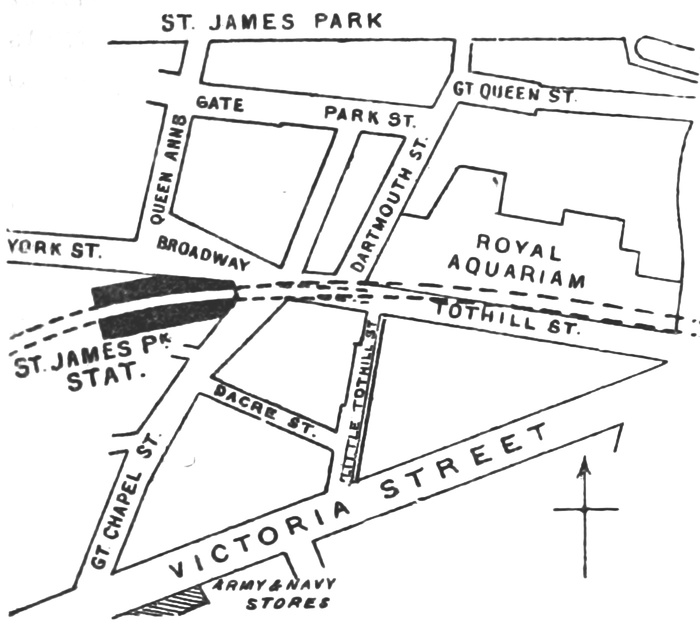
Plattegrond rond station St James's Park in 1888
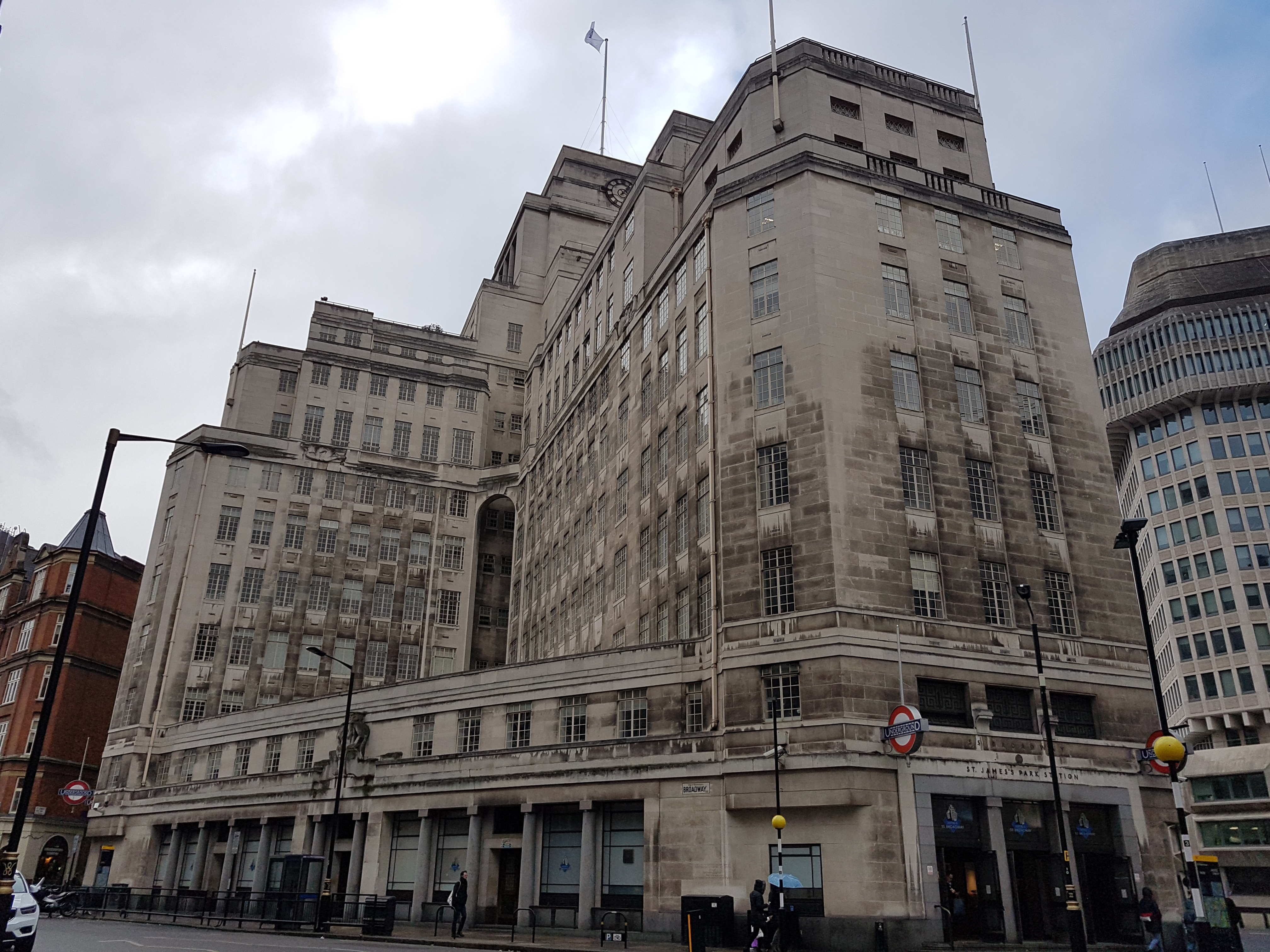
Oostgevel van 55 Broadway met stationsingangen op de begane grond
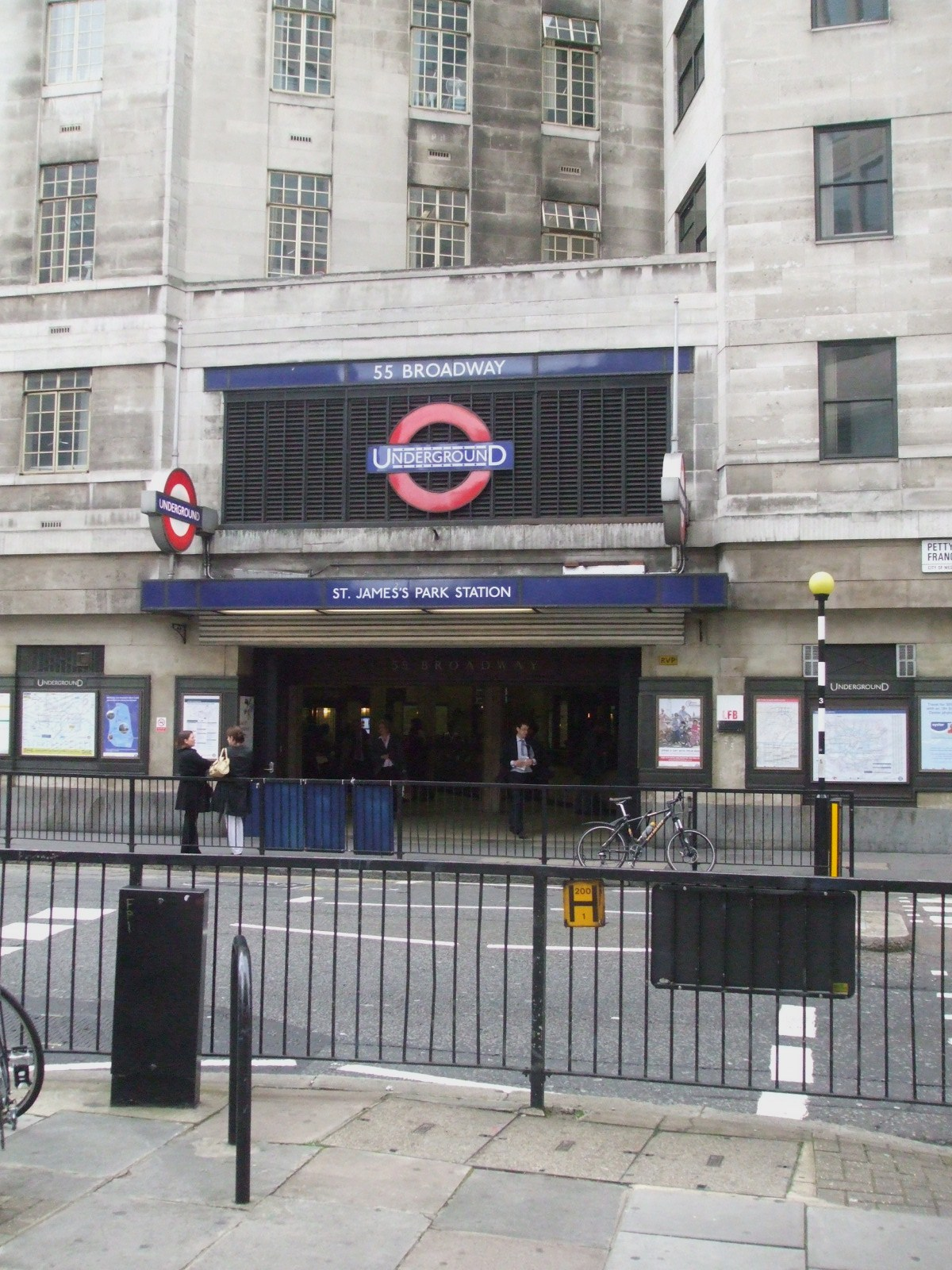
De noordelijke ingang aan Petty France

Het station werd voor het eerst verbouwd in het eerste decennium van de twintigste eeuw toen het werd geïntegreerd in het destijds gebouwde Electric Railway House, het hoofdkantoor van de eigenaar van de District Railway, de London Electric Railway. In het interbellum volgde een tweede verbouwing tussen 1927 en 1929 toen bovengronds 55 Broadway het Electric Railway House verving. Het nieuwe hoofdkantoor van het bedrijf werd ontworpen door Charles Holden en met standbeelden en gebeeldhouwde stenen panelen, waaronder die van Sir Jacob Epstein, Eric Gill en Henry Moore. Dit gebouw werd opgetrokken met staalskeletbouw en de gevels werden bekleed met portlandsteen.
Ondergronds werden de wanden voorzien van groen, blauw, zwart en wit tegelwerk dat ook was ontworpen door Holden. Hij gebruikte deze tegels voor het eerst tussen 1924 en 1926 bij de verlenging van de City & South London Railway tot Morden. In 1966 werden de westelijke toegang en stationshal aan Palmer Street verbouwd. Het station is samen met het kantoorgebouw in 1970 op de monumentenlijst geplaatst.

## Ligging en naam
Het station ligt aan Broadway iets ten zuiden van St. James's Park in de City of Westminster, waar het ook zijn naam aan dankt. In de loop van de tijd is de naam van het station verschillend gespeld, wat de veranderende praktijk van interpunctie illustreert. Op metrokaarten stond tot begin jaren dertig de naam als "St. James' Park". Vanaf de eerste kaart van Harry Beck in 1933 tot het begin van de jaren vijftig werd de naam weergegeven als "St. James Park". Sinds 1951 wordt de naam geschreven als "St. James's Park". Dit is ook te zien aan de stationsnaamborden waarvan de eerste in de jaren 20 van de twintigste eeuw werden opgehangen. Een van de borden langs het perron voor de metro's naar het oosten toont nog steeds de oude spelling, terwijl de rest is vervangen door borden met de nieuwe spelling en interpunctie, "St. James's Park". De ingangen aan Broadway en Petty France zijn geïntegreerd in de begane grond van 55 Broadway, terwijl de ingang bij Palmer Street over een eigen hal beschikt. Rond het station zijn verschillende overheidsgebouwen te vinden.

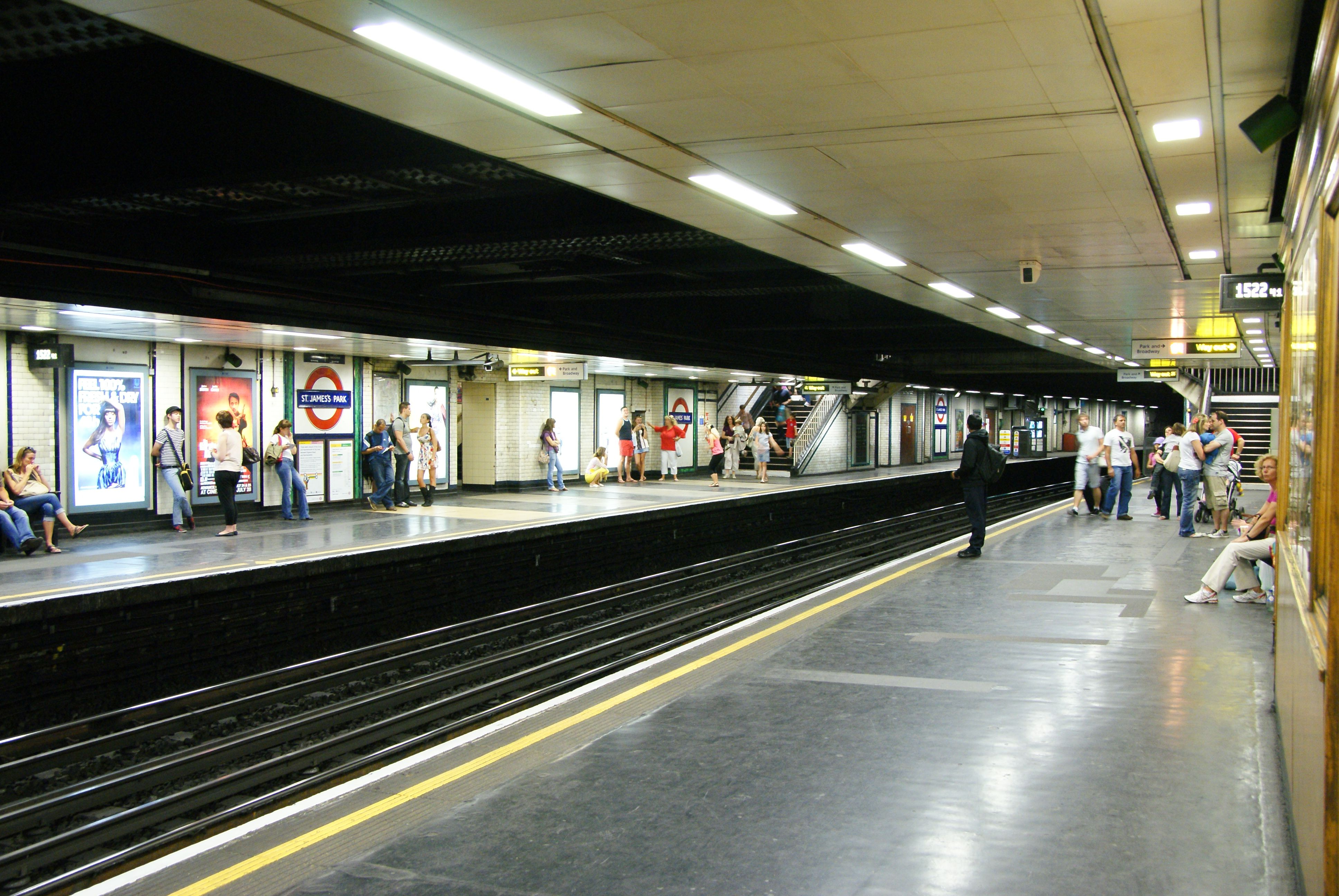
Onder 55 Broadway
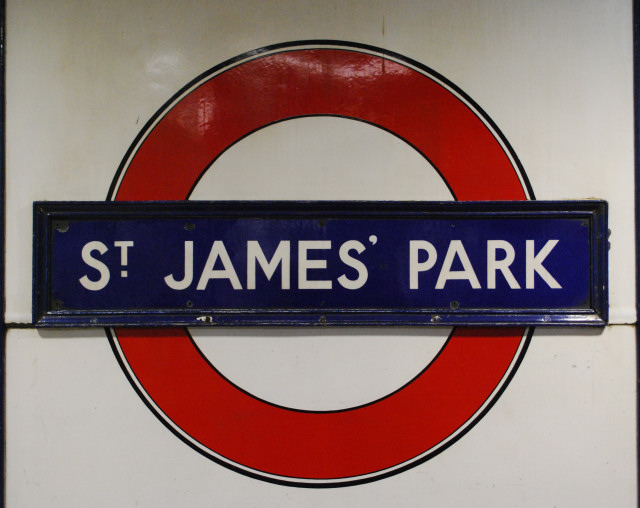
Oorspronkelijke en...
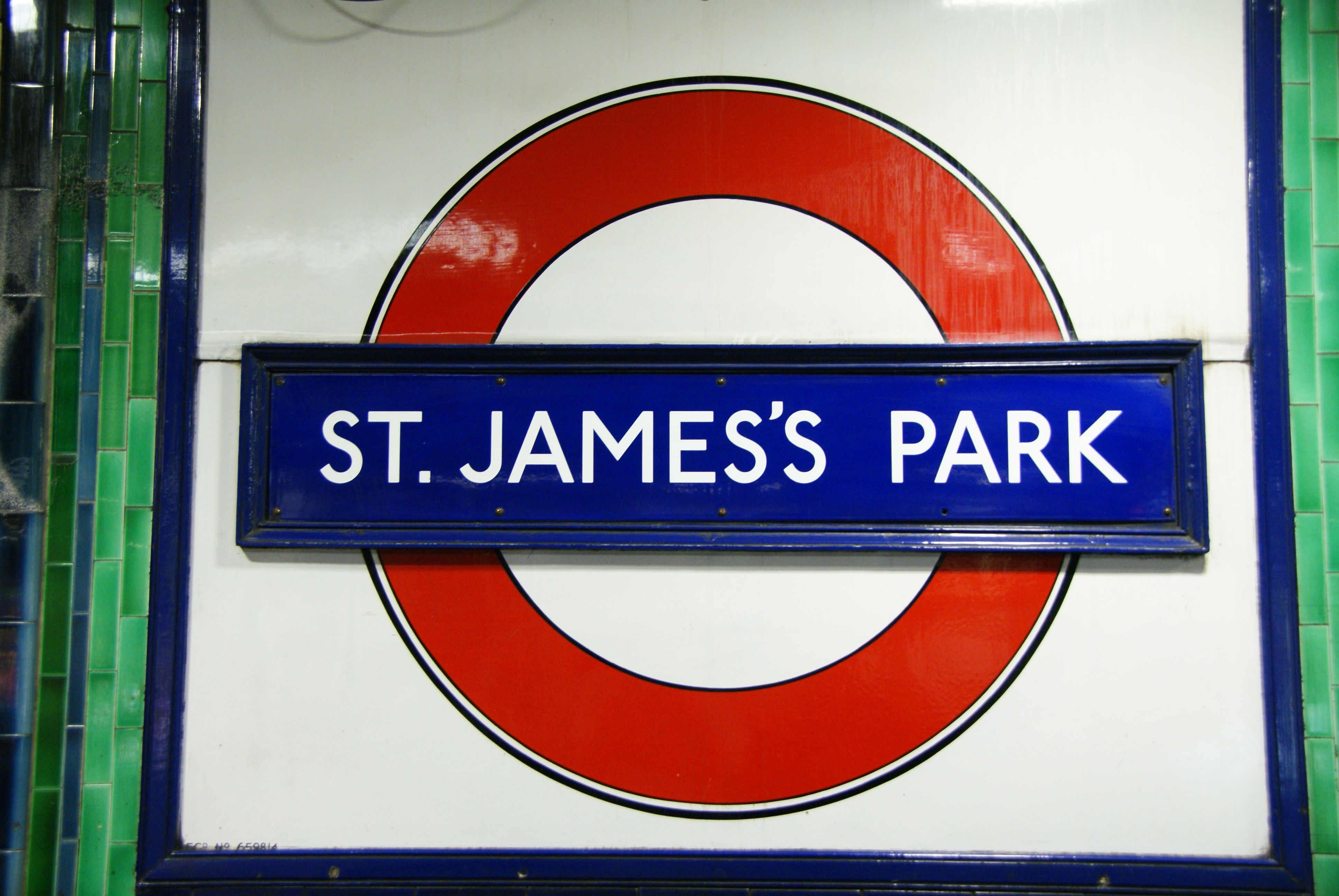
...nieuwe spelling

Hammersmith · 
Goldhawk Road · 
Shepherd's Bush Market · 
Wood Lane · 
Latimer Road · 
Ladbroke Grove · 
Westbourne Park · 
Royal Oak · 
Paddington · 
Edgware Road · 
Baker Street · 
Great Portland Street · 
Euston Square · 
King's Cross St. Pancras · 
Farringdon · 
Barbican · 
Moorgate · 
Liverpool Street · 
Aldgate · 
Tower Hill · 
Monument · 
Cannon Street · 
Mansion House · 
Blackfriars · 
Temple · 
Embankment · 
Westminster · 
St. James's Park · 
Victoria · 
Sloane Square · 
South Kensington · 
Gloucester Road · 
High Street Kensington · 
Notting Hill Gate · 
Bayswater · 
Paddington · 
Edgware Road